# 종경록
《종경록(宗鏡錄)》은 오대(五代)로부터 북송(北宋)에 걸친 선승(禪僧) 영명연수(永明延壽: 904~975)의 저작으로, 100권으로 되어 있다.
영명연수는 선종5가(禪宗五家)의 일파인 법안종(法眼宗)에 속하며, 천태(天台) · 화엄(華嚴) · 법상(法相) 등의 교종(敎宗)과 선종(禪宗)을 융화회통(融和會通)케 하려는 교선일치(敎禪一致)를 주장한 선승이다.
《종경록》도 이러한 입장에서 이심전심(以心傳心)을 역설하고 있으며, 불심종(佛心宗)이라고 불리는 선종의 마음과 불어종(佛語宗)이라고 불리는 교종 각파에서 말하는 마음과의 같은 점과 다른 점을 여러 예증(例證)을 들어서 논하고 있다.
전체적으로 체계화에 결함이 있으나 경 · 론 · 장 · 소(經論章疏)의 폭넓은 인용이 백과전서적인 역할을 하고 있으며, 오늘날 상실되어 찾아볼 수 없는 일서(逸書) · 일문(逸文)의 인용이 들어 있어 당나라와 송나라 시대의 불교 연구에 귀중한 자료를 제공해 주고 있다.

## 내용
"종경(宗鏡)"의 종(宗)이란 일심(一心)을 가리키며, 일심이 만법(萬法)을 비추는 것이 마치 거울과 같다고 하여 "경"(鏡)이라 하였다. 이러한 이름에 걸맞게 《종경록(宗鏡錄)》은 만법을 비추는 거울과 같은 일심에 관하여 경론(經論)을 예증(例證)으로 인용하고 자세하게 기술하고 있다.
전체 내용은 다음의 3부로 나뉘어 있다.
- 제1부는 제1권의 대부분을 차지하는 총론에 해당한다.
- 제2부는 제93권까지로서, 마음에 관한 교선제종(敎禪諸宗)의 이동(異同)에 관해 경론을 인용하면서 상술하고 있다.
- 제3부는 제94권 이하의 7권으로 제2부의 논술을 더욱 구체적으로 설명하기 위하여 300이 넘는 인용문을 게재하고 있다.

## 참고 문헌
- 이 문서에는 다음커뮤니케이션(현 카카오)에서 GFDL 또는 CC-SA 라이선스로 배포한 글로벌 세계대백과사전의 내용을 기초로 작성된 글이 포함되어 있습니다.